# Erpel
Erpel là một đô thị thuộc huyện Neuwied, bang Rheinland-Pfalz, phía tây nước Đức. Đô thị Erpel có diện tích 9,21 km², dân số thời điểm ngày 31 tháng 12 năm 2006 là 2607 người.